# Président du Conseil des ministres de l'Empire mexicain

Drapeau du Second Empire mexicain.

Cette page dresse la liste des présidents du Conseil des ministres de l'Empire mexicain par ordre chronologique. Entre (1821-1823) et (1864-1867), le titulaire de la charge était officiellement appelé président du Conseil des ministres ou président du Cabinet du gouvernement,,,.

## Liste des présidents du Conseil des ministres de l'Empire mexicain
- Augustin Ier
  - José Manuel de Herrera (19 mai 1822 - 19 mars 1823)[1]
- Maximilien Ier
  - José María Lacunza (13 juin 1864 - 6 octobre 1866)[1]
  - Teodosio Lares (6 octobre 1866 - 19 mars 1867)[1]
  - Santiago Vidaurri (19 mars 1867 - 15 mai 1868)[1]